# Лактукарий

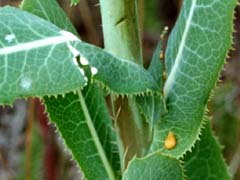
Сок Lactuca virosa при высыхании меняет цвет с белого (надрез листа вверху слева) на жёлто-бурый (внизу справа)

Лактука́рий (лат. lactukārium) — высушенный млечный сок (латекс), выделяемый растениями рода Латук семейства Астровые. Свежий срез такого растения источает млечный сок, который превращается в смолистые желтовато-бурые кусочки, имеющие горький вкус и неприятный запах.
Лактукарий содержит до 66 % горьких веществ (лактуцерин, лактуцин, лактуциктин), а также следы алкалоидов. Он частично растворяется в горячей воде и других органических растворителях.
Обезболивающие и снотворные свойства сока растений были давно известны человеку. В таком качестве его использовали в Древнем Египте, затем с 1799 года в медицине США, где он использовался в лечебных целях как лёгкое снотворное, обезболивающее. В XIX веке его свойства активно изучались в лабораториях Российской империи, где он употреблялся фактически как суррогат опия. В больших дозах лактукарий ядовит для человека, но его с удовольствием потребляют домашние гуси.